# 遂城県 (河北省)
遂城県（すいじょう-けん）は中華人民共和国河北省にかつて存在した県。現在の保定市徐水区遂城鎮に相当する。
南北朝時代、北魏により設置された新昌県を前身とする。隋代に遂城県と改称され、元初に廃止された。